# باشگاه فوتبال ووستر سیتی
باشگاه فوتبال ووستر سیتی (به انگلیسی: Worcester City Football Club) یک باشگاه فوتبال در شهر ووستر، کشور انگلستان است که در سال ۱۹۰۲ میلادی تأسیس شده‌است.